# Programme régional de protection des végétaux de l'océan Indien
Le Programme régional de protection des végétaux (PRPV) est un programme qui fut chargé de coordonner les moyens du développement agricole dans l'océan Indien et de la protection phytosanitaire des végétaux de 2004 à 2008. Il visait à améliorer les niveaux quantitatifs et qualitatifs des productions horticoles pour assurer, en priorité, l’approvisionnement des marchés régionaux et pour ouvrir, si possible, des débouchés à l’exportation. Lancé a l'initiative de Benoit Thierry du FIDA et du CIRAD avec la commission de l'Ocean Indien, il fut financé par le Fonds européen pour le développement à hauteur de 4,85 millions d'euros et par la Réunion à hauteur de 1,24 million d'euros de 2004 à 2008. 
Ce programme s'est poursuivi par l'Élargissement et la pérennisation du réseau de protection des végétaux (ePRPV), financé par l'Union européenne (FEDER), l'État français et les collectivités de La Réunion (Conseil régional et Conseil général).
Le Réseau de protection des végétaux est animé par le Pôle de protection des plantes à Saint-Pierre de la Réunion. Sa thématique s'est élargie à l'agroécologie et la préservation de la biodiversité . Le réseau travaille ainsi en étroite collaboration avec l'Initiative régionale agroécologie changement climatique (IRACC) mise en œuvre par la Commission de l'océan Indien.
Ce réseau regroupe les ministères de l'Agriculture, dont les services officiels de protection des végétaux, les centres de recherche et de vulgarisation en agriculture de chacun des pays membres de la Commission de l'océan Indien, ainsi que les associations de professionnels de l'agriculture, etc.
Dans le cadre de cet élargissement et de la pérennisation du Réseau de protection des végétaux, un portail internet d'information sur l'agriculture et la biodiversité dans l'océan indien a été mis en ligne : http://www.agriculture-biodiversite-oi.org.